# Posterior pronoto-laterocervical muscle
Posterior pronoto-laterocervical muscle, mięsień t1p-cv – mięsień tułowia i szyi owadów.
Mięsień stwierdzony u błonkówek. Wchodzi w skład grupy mięśni pronoto-laterocervical muscle. Bierze swój początek na przedpleczu, z tyłu od miejsca początkowego dla anterior pronoto-laterocervical muscle i zaczepia się na apodemie boczno-szyjnej (ang. laterocervical apodeme).